# Oreste Granillo
Oreste Granillo (Paola, 7 febbraio 1926 – Reggio Calabria, 29 maggio 1997) è stato un politico e dirigente sportivo italiano, sindaco di Reggio Calabria e presidente della Reggina. A lui è intitolato lo stadio della città.

## Biografia
Fu delegato provinciale del CONI per la provincia di Reggio Calabria e poi delegato regionale per la regione Calabria.
Fu presidente della Reggina dal 1960 al 1977.
A lungo consigliere comunale, assessore allo sport per la Democrazia Cristiana. Il 28 novembre 1980 viene eletto sindaco, incarico che mantiene fino al 22 novembre 1982.
Cessa dall'incarico a seguito delle elezioni suppletive in tre sezioni cittadine decise dal Consiglio di Stato, in accoglimento di un ricorso di alcuni candidati del PSI, e alla conseguente nomina di un commissario prefettizio. Tale tornata si concluse con la sua mancata conferma a consigliere comunale. Oreste Granillo si ritirò dalla vita politica e morì all'età di 71 anni a seguito di una grave malattia.
A lui venne intitolato nel 1999 l'impianto sportivo dove gioca le sue partite la Reggina, lo Stadio Oreste Granillo.